# Spora (Elsteraue)

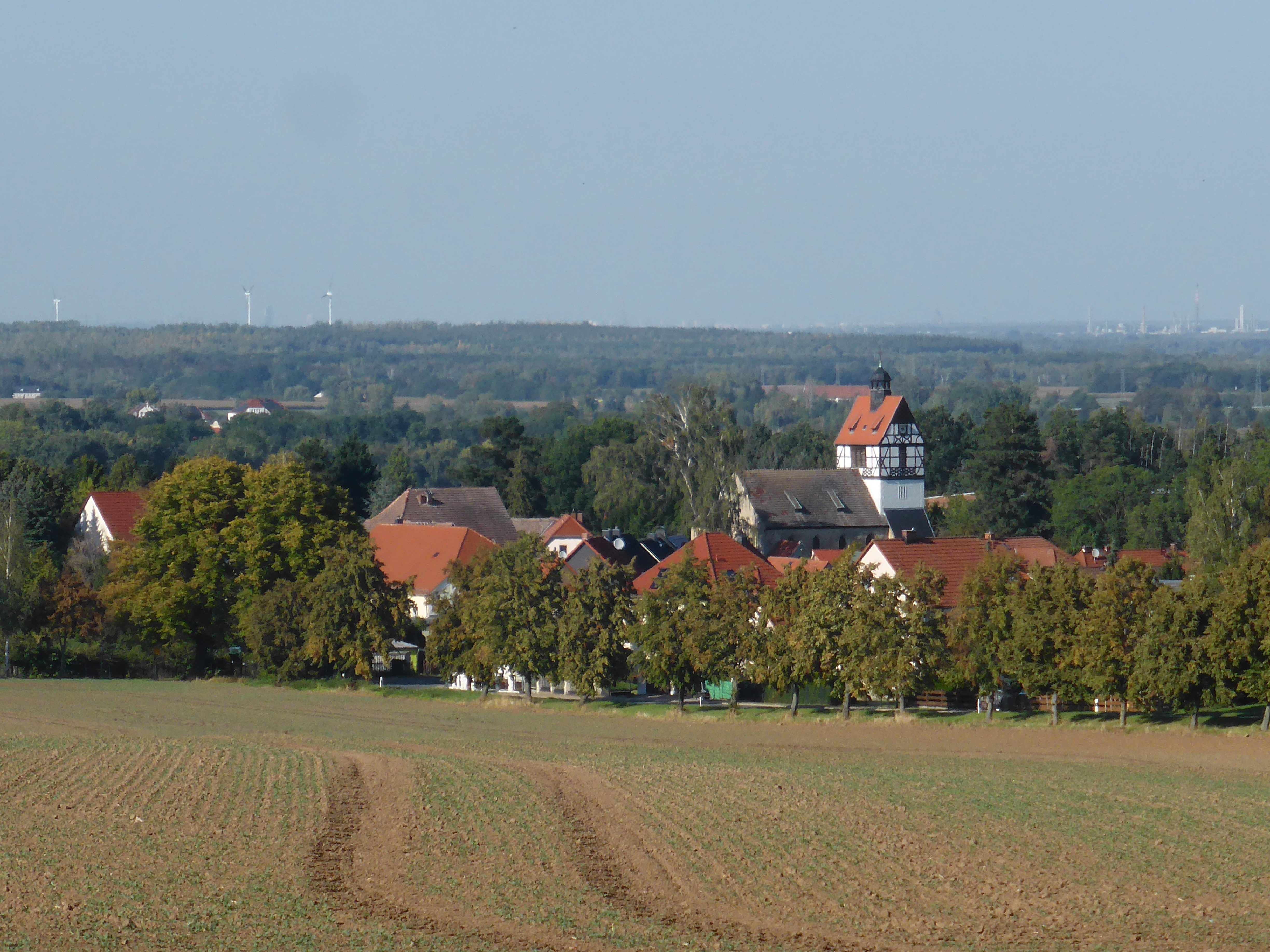
Blick auf Spora

Spora ist eine Ortschaft der Gemeinde Elsteraue im Burgenlandkreis (Sachsen-Anhalt). Zur Ortschaft Spora gehören die Ortsteile Spora, Oelsen, Nißma und Prehlitz-Penkwitz.

## Geografie
Das Gebiet der Ortschaft Spora liegt im östlichen Zipfel des Burgenlandkreises südwestlich der thüringischen Stadt Meuselwitz. Spora ist die südlichste Ortschaft der Gemeinde Elsteraue. Sie wird vom übrigen Gemeindegebiet durch ein zur Stadt Zeitz gehöriges Territorium getrennt. Durch die Ortschaft fließt die Schnauder. Die Ortschaft Spora wird zum Meuselwitz-Altenburger Braunkohlerevier gezählt, welches wiederum zum Mitteldeutschen Braunkohlerevier gehört. Im Ortsgebiet liegen der Penkwitzer See und teilweise der Hainbergsee, welche aus gefluteten Tagebaurestlöchern entstanden sind.

## Geschichte

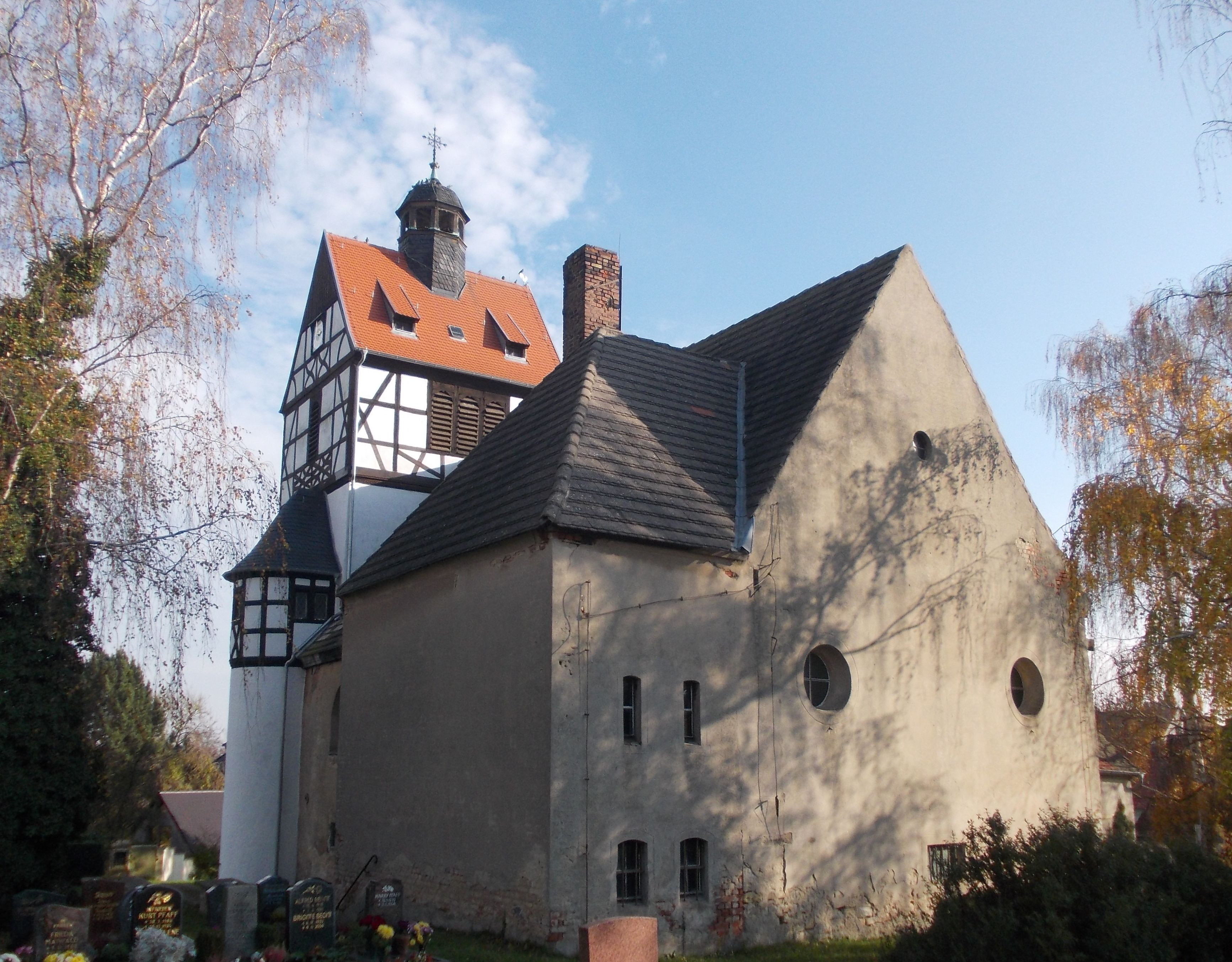
Kirche von Spora

Das Gebiet der heutigen Ortschaft Spora gehört seit dem Jahr 986 zum Bistum Zeitz. Spora ist vermutlich eine slawische Gründung. Die Kirche des Orts hat einen romanischen Unterbau, der vermuten lässt, dass sie schon im 12. Jahrhundert existierte. Die erste urkundliche Erwähnung von (Sporow) und Prehlitz (Prelsicz) erfolgte im Jahr 1333, Nißma (Nizmene) wurde bereits um 1154 und Oelsen (Golsowa) um 1069 erwähnt.
Spora, Nißma, Oelsen und Prehlitz lagen bis 1815 im Amt Zeitz, das als Teil des Hochstifts Naumburg-Zeitz seit 1561 unter kursächsischer Hoheit stand und zwischen 1656/57 und 1718 zum Sekundogenitur-Fürstentum Sachsen-Zeitz gehörte. Eine Besonderheit stellte Penkwitz dar. Es lag zwischen dem Amt Zeitz und dem Amt Altenburg des Herzogtums Sachsen-Altenburg. Da die Grundherrschaft über Penkwitz zunächst beim Rittergut Kayna lag, wurde es auch als Kaynaisches Dorf bezeichnet. Später lag die Grundherrschaft beim Rittergut Kleinbraunshain, dessen fünf zugehörige Orte bis 1815 eine Exklave bildeten, die zum kursächsischen Amt Borna gehörte. Durch die Beschlüsse des Wiener Kongresses kamen die fünf Orte Spora, Nißma, Oelsen, Prehlitz und Penkwitz im Jahr 1815 zu Preußen und wurden 1816 dem Kreis Zeitz im
Regierungsbezirk Merseburg der Provinz Sachsen zugeteilt.
Im 19. Jahrhundert erlangte der Braunkohlebergbau im Raum Spora große Bedeutung. Die Gegend war der westlichste Ausläufer des Meuselwitz-Altenburger Braunkohlereviers. Tiefbaugruben waren die Gruben Vereinsglück 9 und 85 (1842–1928) und Leonhard II (1897–1927) zwischen Oelsen und Spora sowie die Prehlitzgrube Nr. 135 (1867–1928) östlich von Prehlitz. Die Nißmaer Grube wurde 1868 eröffnet. Tagebaue existierten in Oelsen mit den Gruben Vereinsglück I (1859–1909), Vereinsglück II (1900–1928) und Vereinsglück III (1891–1928). In Spora existierte zwischen 1872 und 1900 eine Zuckerfabrik. Nach wirtschaftlichen Schwierigkeiten wurde sie geschlossen und zur Brikettfabrik umgebaut. Die 1905 eingeweihte Veredlungsanlage Leonhard II in Spora war bis 1966 in Betrieb. Zwischen 1901 und 1969 hatten Oelsen und Spora je eine Station an der Bahnstrecke Gera-Pforten–Wuitz-Mumsdorf. Der Bahnhof Spora befand sich in der nördlich von Spora gelegenen, heute verfallenen Siedlung Spora bei der Grube Leonhard II. Zu dieser führte auch die Bahnstrecke Meuselwitz–Spora vom Bahnhof Meuselwitz. Nachdem der Kohlebergbau in der ersten Hälfte des 20. Jahrhunderts im Raum Spora beendet war, erfolgte die Flutung der Tagebaurestlöcher. So entstand u. a. der Penkwitzer See und der Hainbergsee, der teilweise auf thüringischem Gebiet liegt. In den 1980er Jahren war die Wiederaufnahme des Braunkohleabbaus geplant, welche aber nicht zur Ausführung kam. Dem geplanten „Tagebau Spora“ zwischen Oelsen und Nißma hätte ein Großteil der Ortslage Spora weichen müssen. Östlich und nördlich von Nißma war der „Tagebau Meuselwitz“ geplant.
Prehlitz und Penkwitz bildeten schon zu Beginn des 20. Jahrhunderts die Gemeinde Prehlitz-Penkwitz. Am 1. Juli 1950 wurden Prehlitz-Penkwitz, Nißma und Oelsen nach Spora eingemeindet. Im Zuge der zweiten Kreisreform in der DDR kam Spora mit seinen Ortsteilen im Jahr 1952 zum Kreis Zeitz im Bezirk Halle, der 1990 wieder zum Landkreis Zeitz wurde und im Jahr 1994 im Burgenlandkreis aufging.
Am 1. Juli 2003 vereinigte sich Spora mit acht weiteren bis dahin selbständigen Gemeinden zur Großgemeinde Elsteraue.

## Sehenswürdigkeiten
- Dorfkirche Spora
- Kirchhof mit Grabstätten für im April 1945 in Abwehrkämpfen gegen die US-Armee gefallene Wehrmachtsoldaten und italienische Militärinternierte.[8]

## Verkehr
Im äußersten Nordwesten der Ortschaft verläuft nordwestlich des Ortsteils Oelsen die Bundesstraße 180 von Zeitz nach Altenburg. Zwischen 1901 und 1970 hatten die Ortsteile Oelsen und Spora Bahnhöfe an der Bahnstrecke Gera-Pforten–Wuitz-Mumsdorf.